# Johns Hopkins Center for Health Security
Johns Hopkins Center for Health Security (förkortat CHS) är en oberoende, ideell organisation för Johns Hopkins Bloomberg School of Public Health. Centret arbetar för att skydda människors hälsa från epidemier och pandemier och säkerställa att samhällen är motståndskraftiga mot stora utmaningar. Centret forskar också om biologiska vapen och konsekvenser för säkerheten  av den  framväxande biotekniken. Center for Health Security ger politiska rekommendationer till USA:s regering, Världshälsoorganisationen och FN:s konvention om biologiska vapen. Under covid-19 pandemin har organisationen publicerat statistik om pandemin från alla världens länder vad gäller bekräftade fall och dödlighet.

## Historik
Center for Health Security började som Johns Hopkins Center for Civil Biodefense Strategies (CCBS) 1998 vid Johns Hopkins Bloomberg School of Public Health.  D. A. Henderson fungerade som grundande direktör. 1998 var centret det första och enda akademiska centret med fokus på biosäkerhetspolitik och praxis.
2003 hade CHS blivit en del av en ny paraplyorganisation, Institute for Global Health and Security. I november 2003 lämnade några av ledarna Johns Hopkins för att ansluta till University of Pittsburgh Medical Center (UPMC) och lanserade senare ett annat Center for Biosecurity of UPMC. Detta delade organisationen i två och det är lite oklart hur det påverkade  den gamla organisationen. Den 30 april 2013 bytte UPMC Center namn till UPMC Center for Health Security. Detta namnbyte återspeglade en breddning av arbetsuppgifterna  inom CHS. I januari 2017 blev Johns Hopkins Center en del av Johns Hopkins Bloomberg School of Public Health. Dess domännamn ändrades från upmchealthsecurity.org till centerforhealthsecurity.org. 

## Finansiering
2002 fick centret ett bidrag på 1 miljon dollar från den amerikanska federala regeringen. Fram till 2017 var CHS starkt beroende av statlig finansiering. I januari 2017 ändrades detta då Open Philanthropy Project gav ett bidrag på 16 miljoner dollar under tre år till Center for Health Security. Ytterligare ett bidrag, från samma bidragsgivare, på 19,5 miljoner dollar beviljades i september 2019.

## Publikationer

### Digitala publikationer
Center for Health Security publicerade tidigare tre digitala nyhetsbrev online:
- Clinicians 'Biosecurity News (tidigare Clinicians 'Biosecurity Network Report), som publicerades två gånger varje månad.
- Health Security Headlines,[9] är en nyhetssammanfattning som publicerades 3 gånger i veckan 2022, den hette tidigare Biosecurity Briefing,  sedan Biosecurity News in Brief. Under den titeln började den komma ut 2009 därefter hette den Biosecurity News Today som gavs ut under 2010 till 2011,  och slutligen Health Security Headlines, en titel som började användas 2013.  Sammanfattningen brukade också ges ut veckovis till februari 2009. Tidskriften publicerades därefter dagligen från 2009 till slutet av 2021 då den ändrades till 3 gånger per vecka för att tillgodose uppdateringar av genomgångar av COVID-19-pandemin som har publicerades två gånger i veckan sedan januari 2020.
- Preparedness Pulsepoints, som publicerades varje vecka till 2020.
- Den ersattes av en publikation med titeln Covid-19.

### Vetenskaplig tidskrift
Centret ger ut och redigerar en vetenskaplig tidskrift med titeln Health Security. Health Security, som lanserades 2003 och då hade titeln Biosecurity and Bioterrorism: Biodefense Strategy, Practice, and Science till 2015. 
CHS publicerade en blogg The Bifurcated Needle till 2020. 2023 har bloggen titeln Global Health Now.
Centret har publicerat artiklar i tidskrifter som JAMA och The Lancet. En fullständigare publikationslista finns på CHS webbplats.

## Större konferenser och beredskapsövningar

### Operation Dark Winter
Från 22–23 juni 2001 var CHS värd för Operation Dark Winter, en simulering av biologisk terror attack på högre nivå som involverade en hemlig och utbredd smittkoppsattack mot USA.

### Atlantic Storm
Den 14 januari 2005 hjälpte CHS till att vara värd för Atlantic Storm, en simulering av en terrorattack med smittkoppor.

### Clade X
Den 15 maj 2018 var centret värd för Clade X, en dagslång pandemiövning som simulerade en serie nationella säkerhetsråd-sammankallade möten med 10 amerikanska regeringsledare, spelade av individer som är framstående inom områdena nationell säkerhet eller epidemisk respons. Med utgångspunkt i faktiska händelser identifierade Clade X viktiga politiska frågor och beredskapsutmaningar som kunde lösas med stark politisk vilja och tydlig uppmärksamhet. Övningen utformades till en berättelse för att engagera och utbilda deltagarna och publiken. Clade X streamades live på Facebook och omfattande material från övningen finns tillgängligt på nätet.

### Händelse 201
Den 18 oktober 2019 samarbetade CHS med World Economic Forum och Bill och Melinda Gates Foundation för att vara värd för övningen 201 i New York City. Händelse 201 simulerade effekterna av ett fiktivt coronavirus som passerar till människor via infekterade grisgårdar i Brasilien med inget vaccin tillgängligt under det första året. Simuleringen avslutades efter 18 månader med 65 miljoner dödsfall i coronaviruset. 

### Andra scenarier
Bättre svar på  epidemier genom broar mellan USA och Kina i maj 2012. Förberedelser kan rädda liv och underlätta återhämtning efter en kärnvapendetonation: Konsekvenser för USA:s politik i april 2010. Beredskapen för kärnkraftskatastrof maj 2011 och kärnvapendetonation i oktober 2011. 2010 förbättrad global hälsan och global säkerhet. Erfarenheter från  H1N1, svininfluensen 2009 i mars 2010.: Allmänhetens andel i planering av hälsokriser som sjukdom, katastrof och demokrati i maj 2006.